# Pedorido
Pedorido é uma antiga freguesia portuguesa do concelho de Castelo de Paiva, onde desagua o rio Arda, afluente da margem esquerda do rio Douro, com 12,1 km² de área e 1 458 habitantes (2011). A sua densidade foi 120,5 hab./km².
Foi extinta (agregada) em 2013, no âmbito de uma reforma administrativa nacional, tendo sido agregada às freguesias de Raiva e Paraíso, para formar uma nova freguesia denominada União das Freguesias de Raiva, Pedorido e Paraíso com a sede em Raiva.
Situada na margem esquerda do rio Douro, Pedorido é a localidade que está mais distante da sede do concelho, localizada a mais de 17 km do centro da vila de Castelo de Paiva. Tem como patronos Santa Eulália e Santa Bárbara, padroeira dos mineiros.

## População
| População da freguesia de Pedorido (1864 – 2011) | População da freguesia de Pedorido (1864 – 2011) | População da freguesia de Pedorido (1864 – 2011) | População da freguesia de Pedorido (1864 – 2011) | População da freguesia de Pedorido (1864 – 2011) | População da freguesia de Pedorido (1864 – 2011) | População da freguesia de Pedorido (1864 – 2011) | População da freguesia de Pedorido (1864 – 2011) | População da freguesia de Pedorido (1864 – 2011) | População da freguesia de Pedorido (1864 – 2011) | População da freguesia de Pedorido (1864 – 2011) | População da freguesia de Pedorido (1864 – 2011) | População da freguesia de Pedorido (1864 – 2011) | População da freguesia de Pedorido (1864 – 2011) | População da freguesia de Pedorido (1864 – 2011) |
| ------------------------------------------------ | ------------------------------------------------ | ------------------------------------------------ | ------------------------------------------------ | ------------------------------------------------ | ------------------------------------------------ | ------------------------------------------------ | ------------------------------------------------ | ------------------------------------------------ | ------------------------------------------------ | ------------------------------------------------ | ------------------------------------------------ | ------------------------------------------------ | ------------------------------------------------ | ------------------------------------------------ |
| 1864                                             | 1878                                             | 1890                                             | 1900                                             | 1911                                             | 1920                                             | 1930                                             | 1940                                             | 1950                                             | 1960                                             | 1970                                             | 1981                                             | 1991                                             | 2001                                             | 2011                                             |
| 773                                              | 815                                              | 882                                              | 864                                              | 872                                              | 897                                              | 1.060                                            | 1.108                                            | 1.598                                            | 2.165                                            | 1.850                                            | 1.646                                            | 1.540                                            | 1.593                                            | 1.458                                            |

## História
Foi esta povoação uma das primeiras da Terra ou Julgado de Paiva, com boa representação nos documentos que, no século X e XI assinalam o concelho.
Uma falsa etimologia quis derivar o nome deste povoado em " pé dorido ". Uma delas, anterior ao século XII é Pedraído ou Petraído, que conservou a toponímia até aos nossos dias como forma estereotipada, que define o território acidentado ou pedregoso entre o rio Arda na zona oriental, e o pequeno ribeiro de Areja, a oeste, abatendo de todos lados aos vales deste rios e ao Douro.
No entanto, na segunda metade do século XI, a designação da Igreja de Santa Eulália da localidade era de Pedourido. É de crer, por isso, que o nome de Pedorido seja formado pelos dois elementos, o primeiro dos quais alusivo ao templo ao pé do monte e o segundo à vizinhança do rio Douro. Pode também, o segundo caso, relacionar-se com a extraordinária riqueza mineralógica da região, onde em tempos muito recuados se explorou o ouro com alguma intensidade.

## Património
- Igreja Matriz de Pedorido ou Igreja de Santa Eulália de Pedorido
- Capela da Póvoa
- Solar da Póvoa, edifício do Século XVIII, pertencente aos Furtado de Mendonça
- Cruzeiros do Picão e do Centro
- Casa da Póvoa com capela
- Quintas de Fornelo e de Germunde
- Ponte Velha
- Choupal das Concas
- Praia fluvial
- Trecho do rio Arda
- Zona mineira de Germunde

## Actividade mineira e economia
Pedorido está incluída na zona carbonífera do Couto Mineiro do Pejão, cuja exploração foi encerrada no final de 1994. As Minas do Pejão começaram a funcionar oficialmente em 1886 (embora se pense que já existia) e, ao fim de 108 anos de exploração, foi decretado o seu encerramento por decisão do Governo.
Actualmente desenvolve-se um projecto para a criação de um museu totalmente vocacionado para exploração do carvão na região.
A localidade dispõe de uma beleza natural inigualável, banhada por dois rios e coloridas pelo verde das árvores é sem dúvida uma passagem obrigatória para quem quer passar umas férias num ambiente calmo e rural
É hoje a povoação mais industrializada do concelho, graças à construção da Zona Industrial de Lavagueiras, com mais de 15 empresas tais como: Cerne, Ieta, Ilpe Ibérica, MetalArda, entre outras, empregando mais de 700 pessoas.

## Associações
- TKDCP - Taekwondo Clube Paivense,
- ADTA - Associação Distrital de Taekwondo de Aveiro,
- Associação Cultural do Couto Mineiro do Pejão,
- Grupo Desportivo de Pedorido,
- Associação Cultural e Desportiva da Póvoa,
- Associação de Dadores de Sangue de Pedorido,
- Associação de Reformados, Pensionistas e Idosos de Pedorido
- Grupo de Dinamização e Cultura de Pedorido.